# دیو بمپتون
دیو بمپتون (انگلیسی: Dave Bampton؛ زادهٔ ۵ مهٔ ۱۹۸۵) بازیکن فوتبال اهل بریتانیا است.
از باشگاه‌هایی که در آن بازی کرده‌است می‌توان به باشگاه فوتبال تاموورث، باشگاه فوتبال ووستر سیتی، و باشگاه فوتبال سوئیندون تاون اشاره کرد.